# Fibes
El Palau de Congressos i Exposicions de Sevilla, també conegut com a Fibes, és un espai arquitectònic situat en el barri de Sevilla Este, a la comunitat autònoma d'Andalusia. Es troba a 5 km del centre històric de la ciutat, a 3 km de l'Aeroport de San Pablo i a 3 km de la Estació de Santa Justa. Va ser dissenyat pel arquitecte Álvaro Navarro Jiménez. Va quedar inaugurat en 1989.

## Història
L'acrònim Fibes significa Fira Iberoamericana de Sevilla. L'any 1929 va tenir lloc a Sevilla l'Exposició Iberoamericana, com una exposició de productes, art, cultura i història iberoamericana. En 1961 es va celebrar la I Fira Oficial de Mostres Iberoamericana de Sevilla, que s'aniria celebrant anualment. Aquestes trobades de mostres se celebraven als jardins de l'entorn del Teatro Lope de Vega, fins que en els anys 80 es va decidir situar les fires de mostres en un lloc amb unes instal·lacions adequades. La societat Fibes es va traslladar a les seves noves instal·lacions, inaugurades en 1989, al Districte Este-Alcosa-Torreblanca. El Palau de Congressos es va fer com un edifici de maó amb una gran cúpula del qual ragen tres grans naus. La societat Fira Iberoamerica de Sevilla es va dissoldre en 2013 però Fibes va continuar sent el nom comercial del Palau d'Exposicions i Congressos.
Al setembre de 2012 es va inaugurar una ampliació del palau, en les quals s'inclou un segon auditori amb capacitat per a 3.500 persones, un aparcament de 900 places i noves sales per a albergar congressos, l'arquitecte encarregat del projecte va ser Guillermo Vázquez Consuegra. Les obres es van iniciar en 2008 i van tenir un cost de 120 milions d'euros, a càrrec gairebé íntegrament de l'Ajuntament, amb 16,8 milions subvencionats per la Junta d'Andalusia i 2,5 milions d'euros aportats per la Diputació Provincial. Es preveia la seva inauguració al maig de 2011, encara que en la resta de l'espai es va continuar igualment amb exposicions.

## Esdeveniments
A les seves instal·lacions es va celebrar el cim dels mandataris de la Unió Europea al juny de 2002 i la cimera de ministres de Defensa de l'OTAN de 2007. En 2010 es va celebrar una reunió de ministres d'Energia i Medi Ambient de la Unió Europea.
També s'han celebrat mítings de diferents partits polítics.
Des de 2012 se celebra anualment, entre novembre i desembre, el Mangafest, una trobada entre afeccionats del manga, anime, videojocs i cultura asiàtica en general. És el festival de videojocs i cultura asiàtica més important del sud d'Espanya.
Entre altres esdeveniments destacats, en aquestes instal·lacions se celebra el Saló Internacional de Moda Flamenca (Simof) i el Saló Internacional del Cavall (Sicab).
En 2019 es va celebrar a l'auditori el lliurament dels Premios Goya, de l'Acadèmia de les Arts i les Ciències Cinematogràfiques d'Espanya.
El 3 de novembre fou seu dels MTV Europe Music Awards 2019.

## Descripció

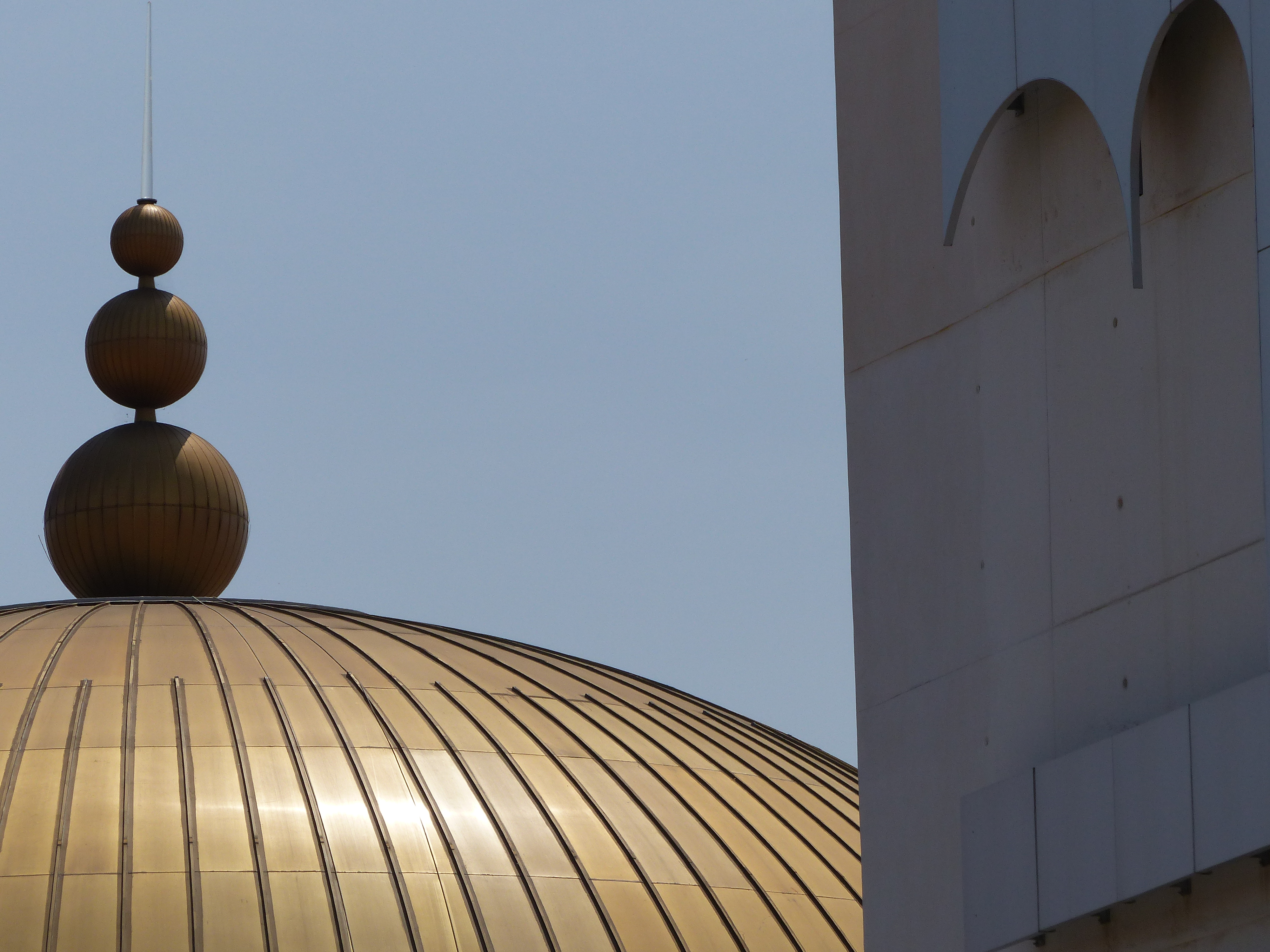
Remate de la cúpula daurada.

La seva extensió total és de 50.000 m². Aquesta superfície es reparteix en tres pavellons de 7.200 m² cadascun, dues zones exteriors de 13.000 m² cadascuna i una plaça exterior de 2.000 m² enfront del Palau de Congressos. En el mateix es troben dos auditoris, diverses sales de reunions, diversos restaurants i una cafeteria, totalitzant 1.500 m². El recinte firal es va construir en 1989, i es va dissenyar per a albergar i promoure esdeveniments culturals i empresarials, tant de convencions, congressos i fires de mostresencara que també ha estat utilitzat per a conferències, llançaments de producte, reportatges fotogràfics i rodatges d'espots publicitaris. També compta amb una àrea d'aproximadament 20 sales polivalents i diverses sales d'exposició. L'auditori de l'ampliació de Vázquez Consuegra té 3.500 butaques, la qual cosa el converteix en l'auditori més gran d'Espanya. L'aparcament, de 900 places, posseeix un túnel que permet que totes les places d'aparcament tinguin llum natural.
Es pot accedir al Palau de Congressos amb les línies B4 i 27 de TUSSAM i amb l'estació de RENFE de Rodalia Palacio de Congressos.

## Galeria

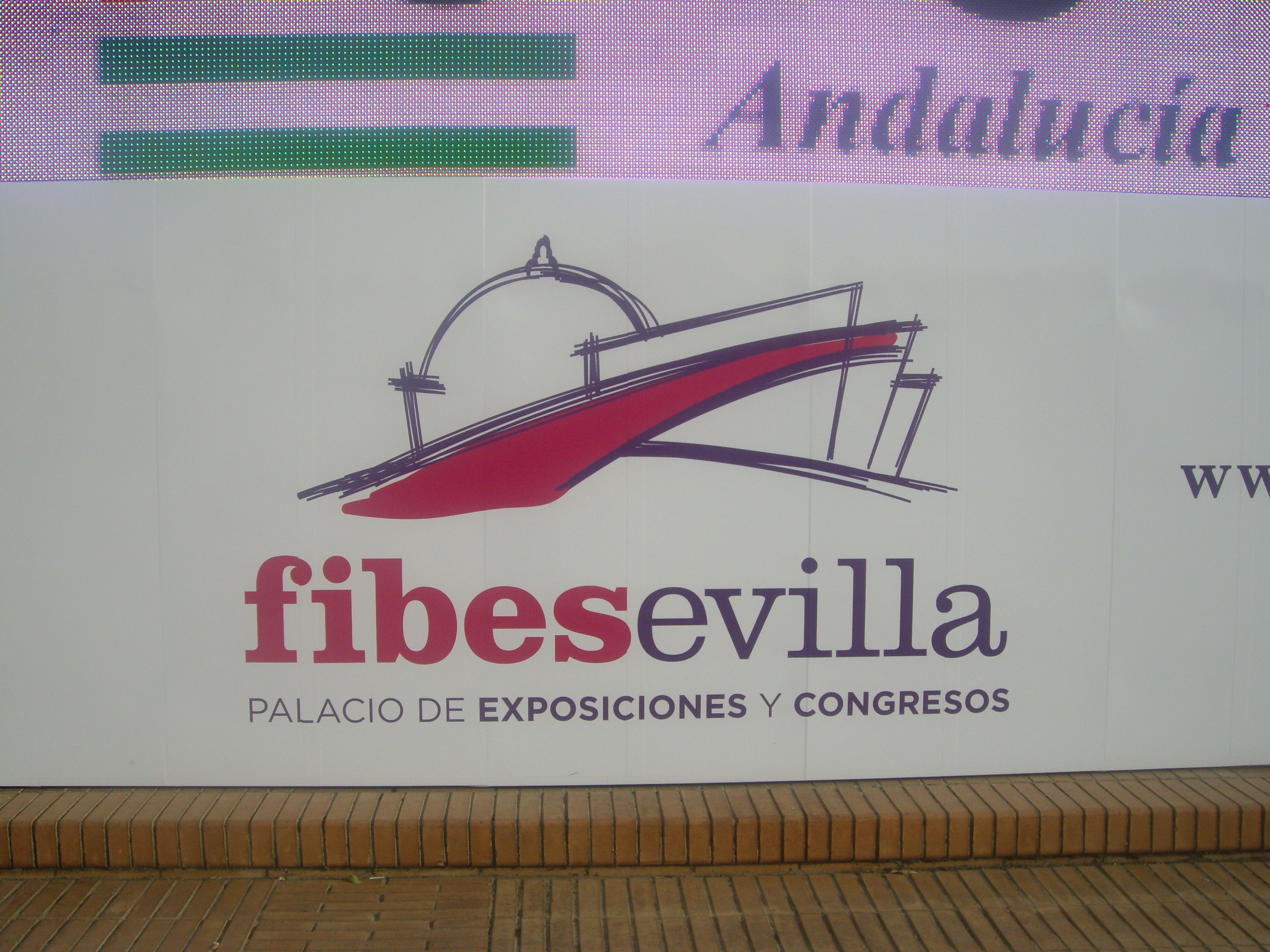
Logotip de Fibes.
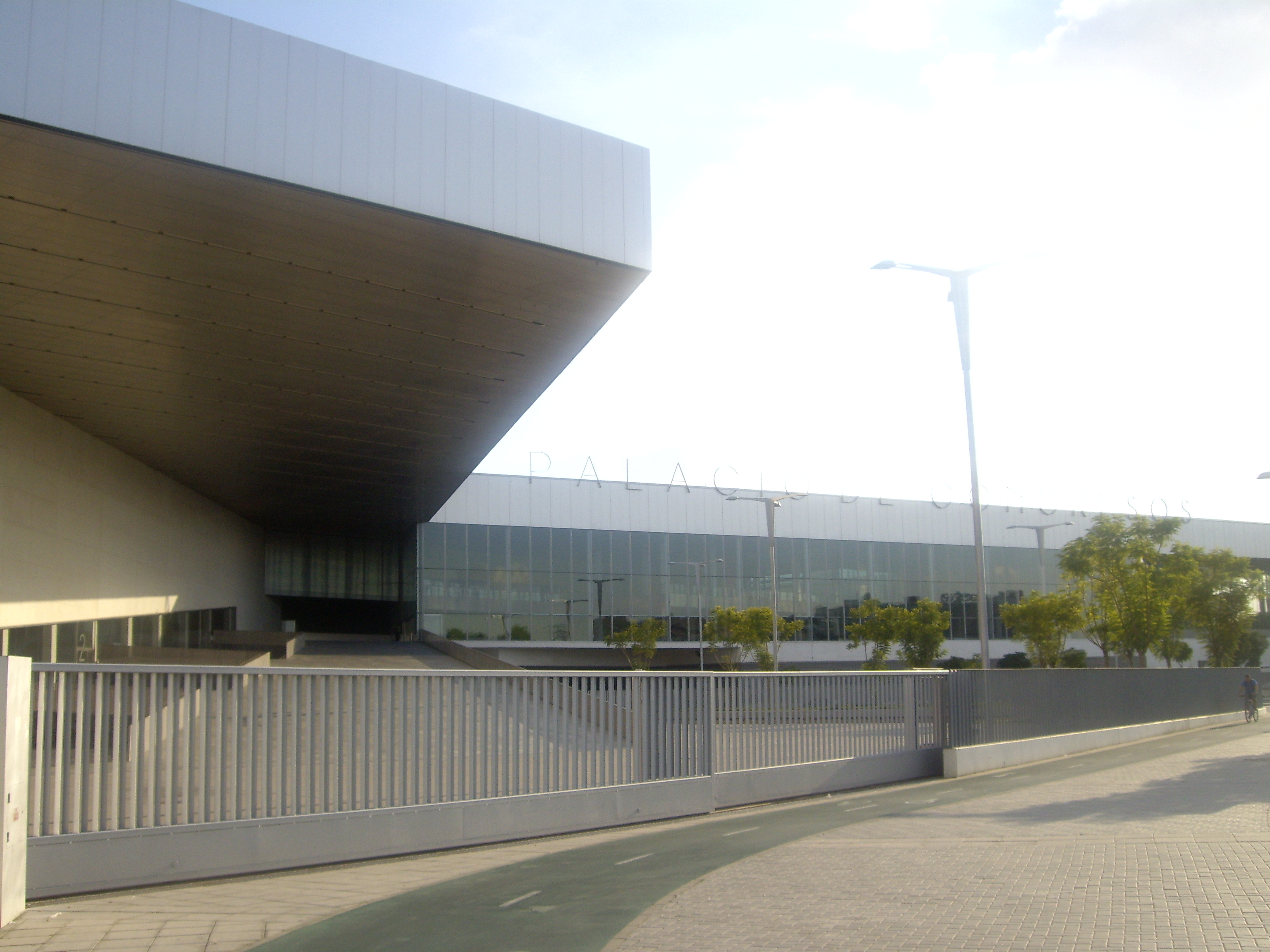
Exterior de l'ampliació de Fibes de 2012 de Guillermo Vázquez Consuegra.
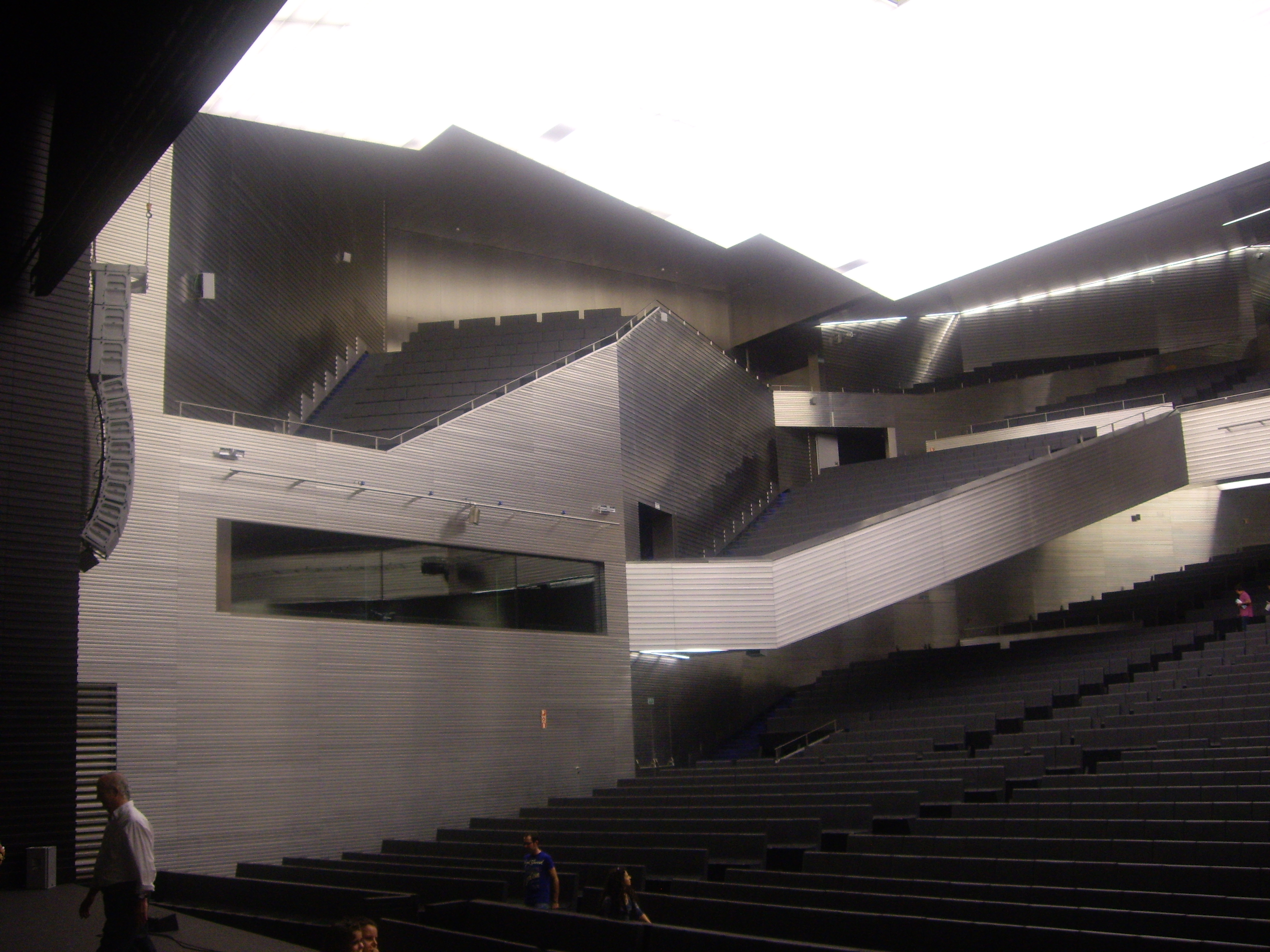
Grades de l'auditori de Fibes.
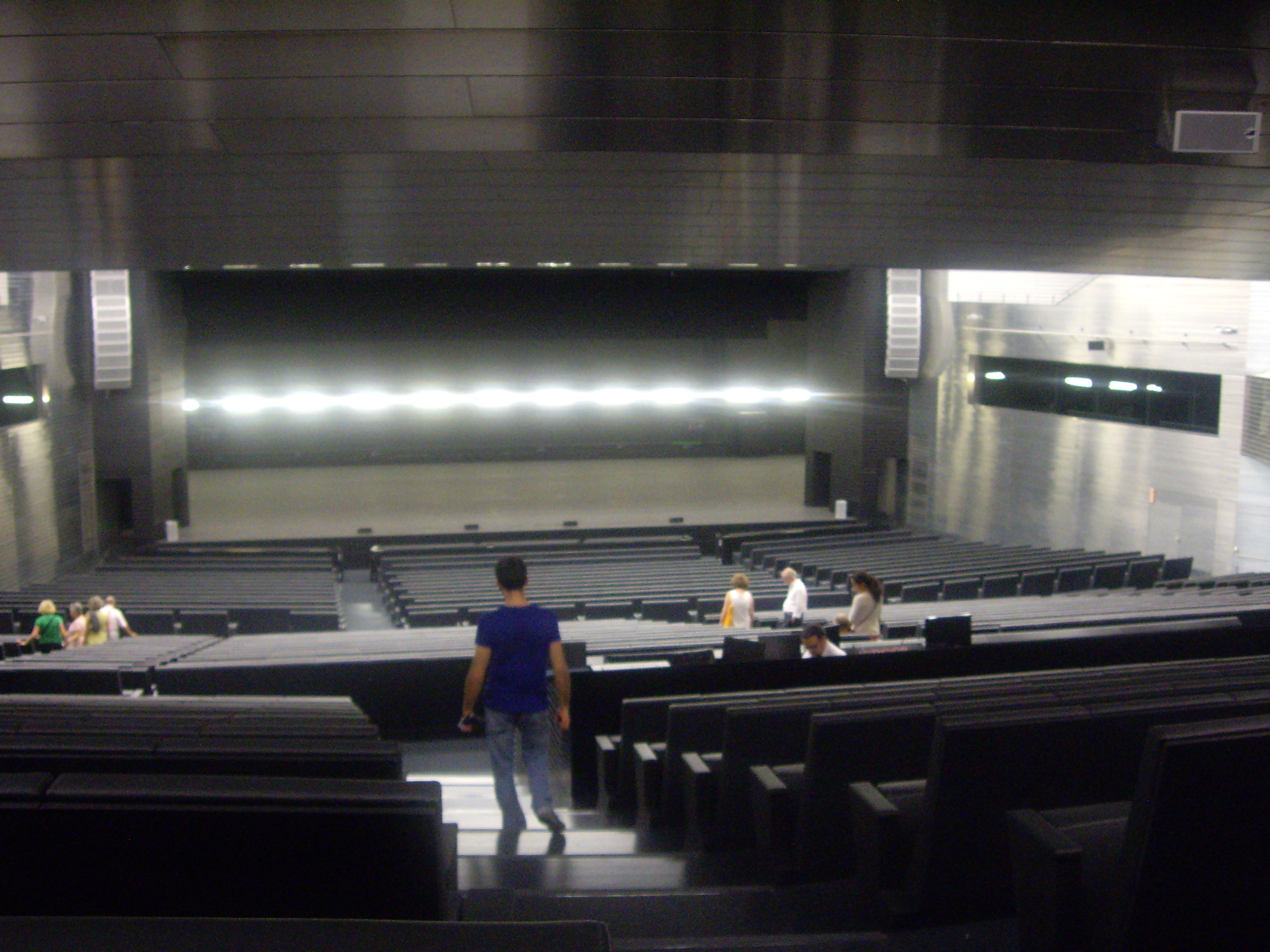
Panoràmica de l'auditori de Fibes.
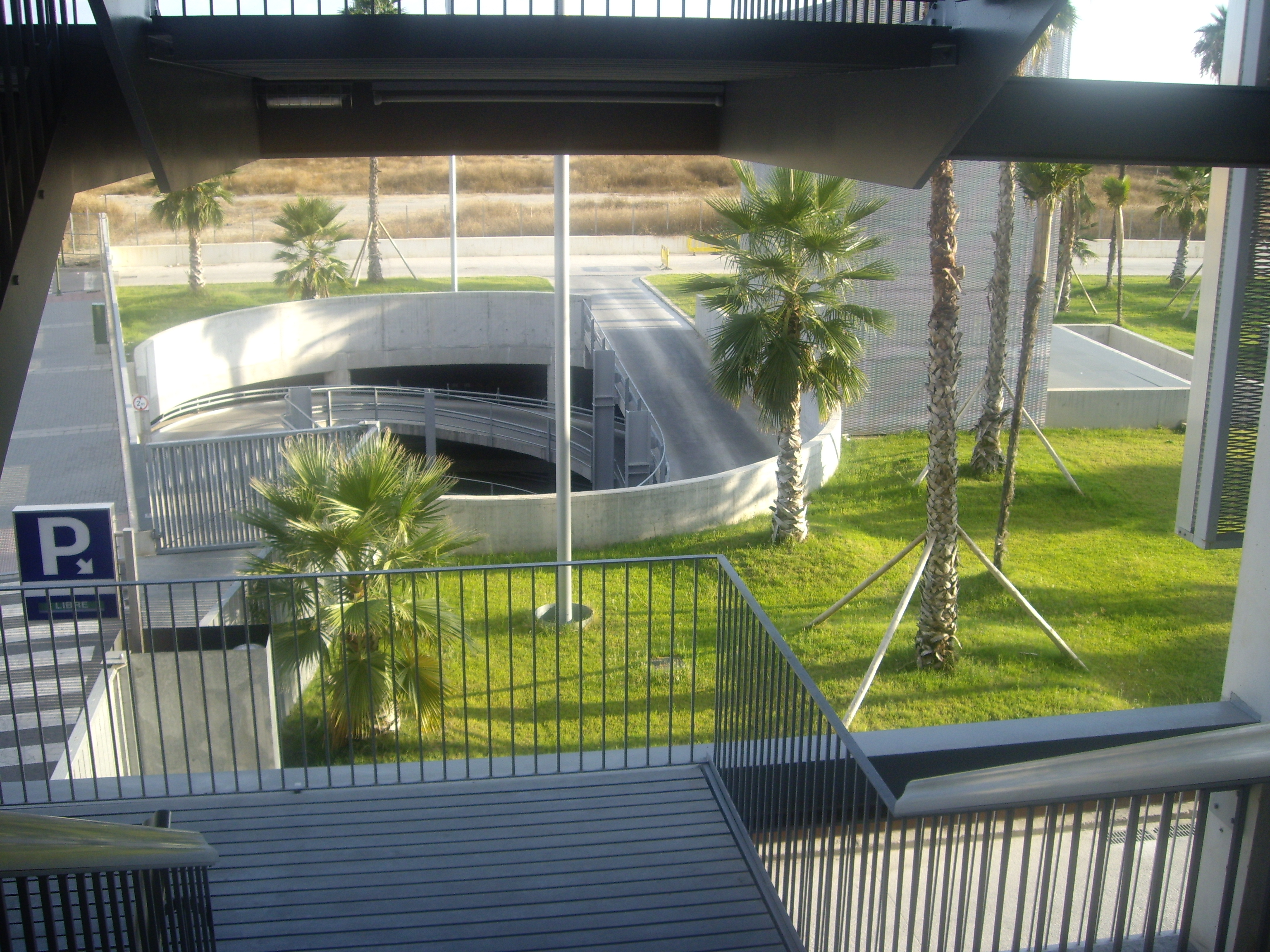
Entrada a l'aparcameno del Palau de Congressos de Sevilla.
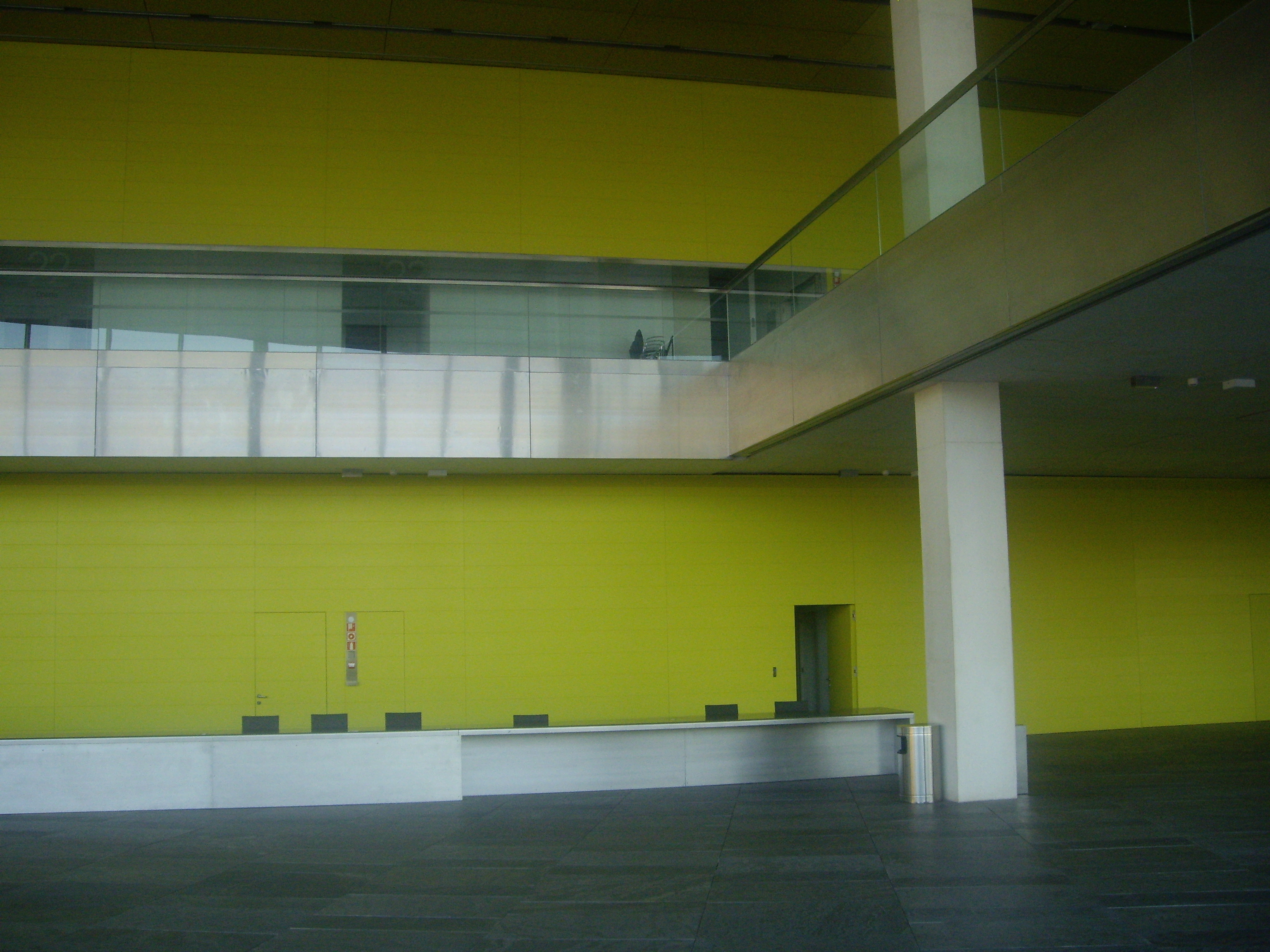
Mur del fons del saló d'entrada de l'ampliació.
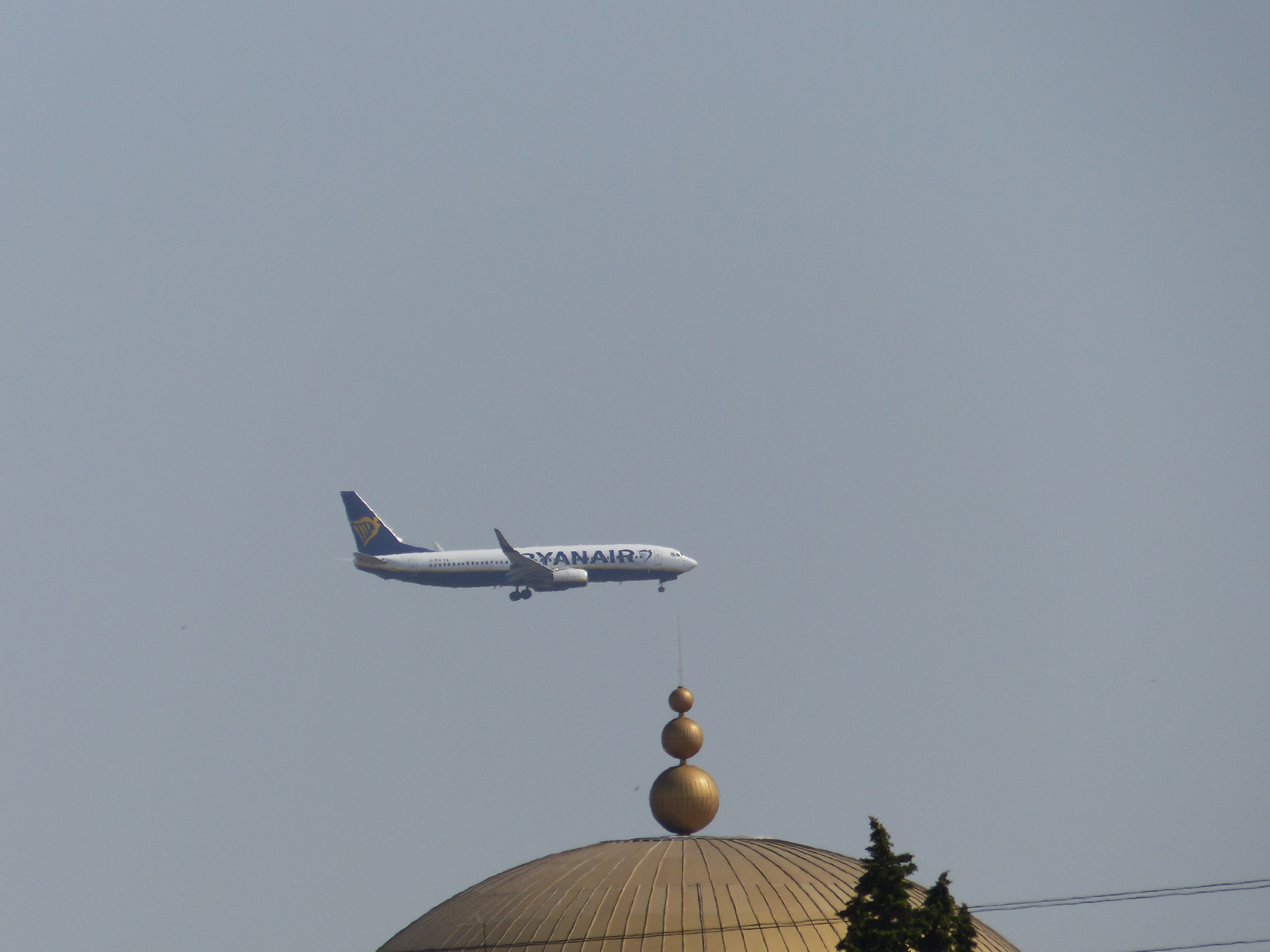
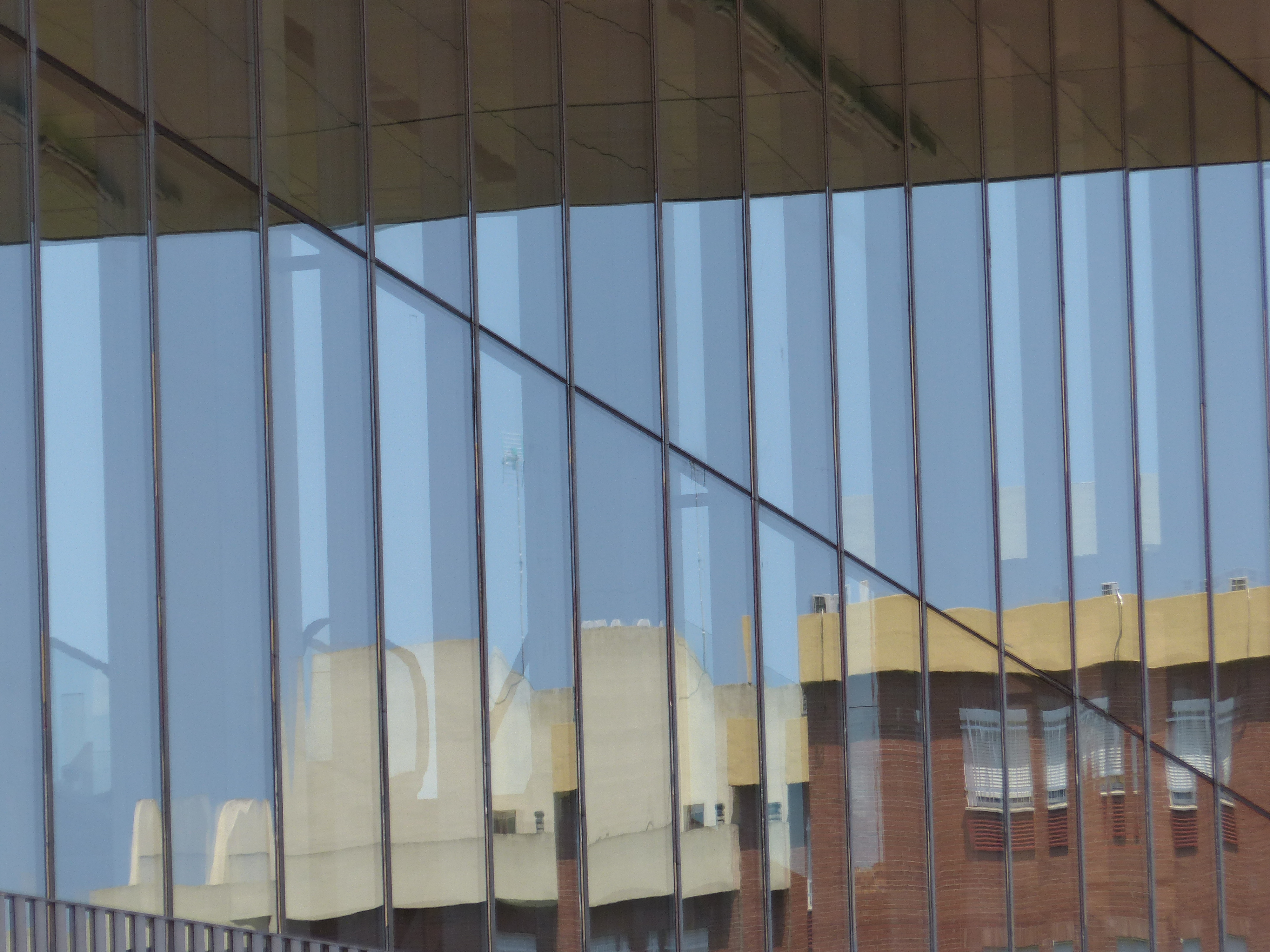
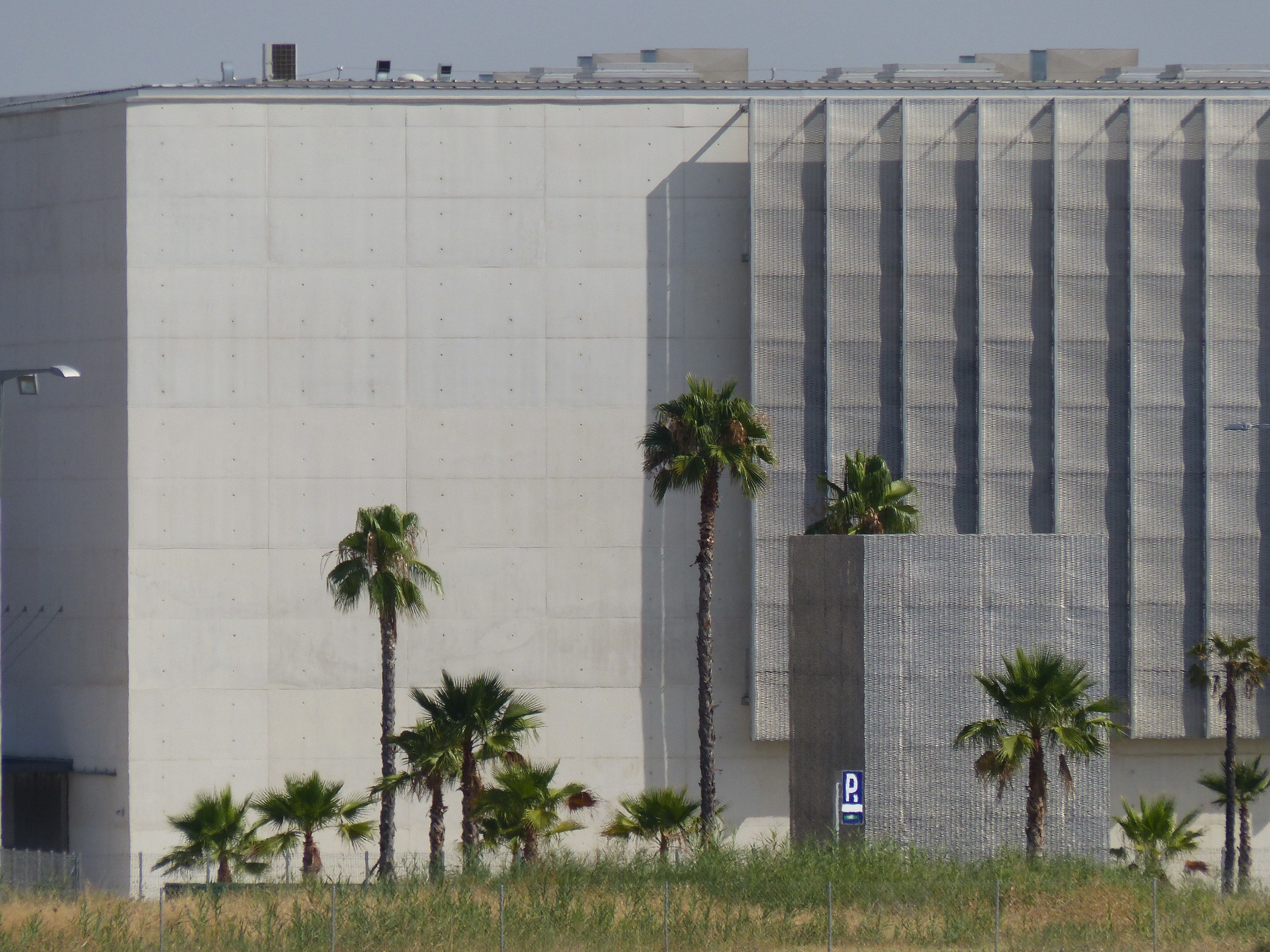
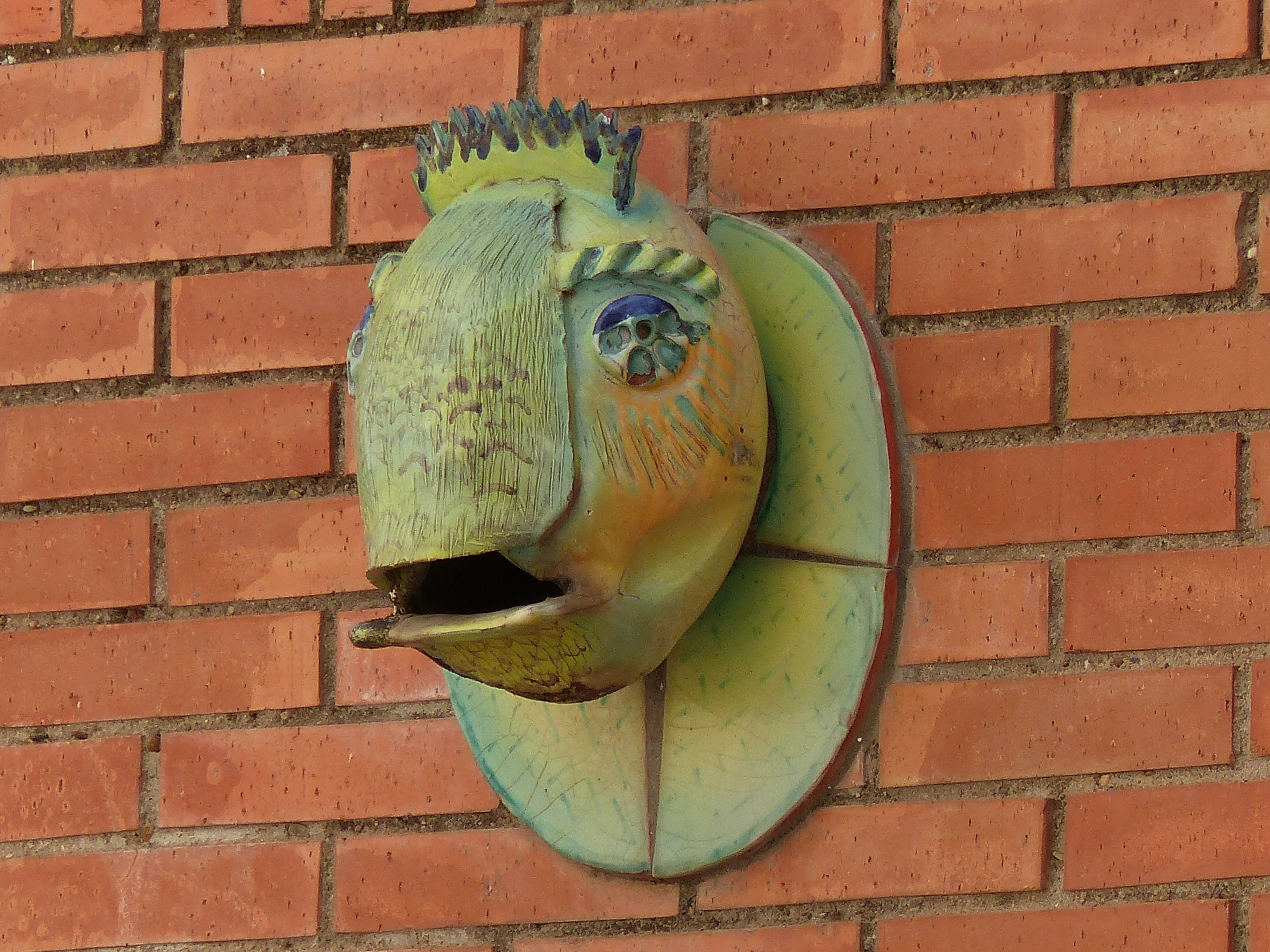
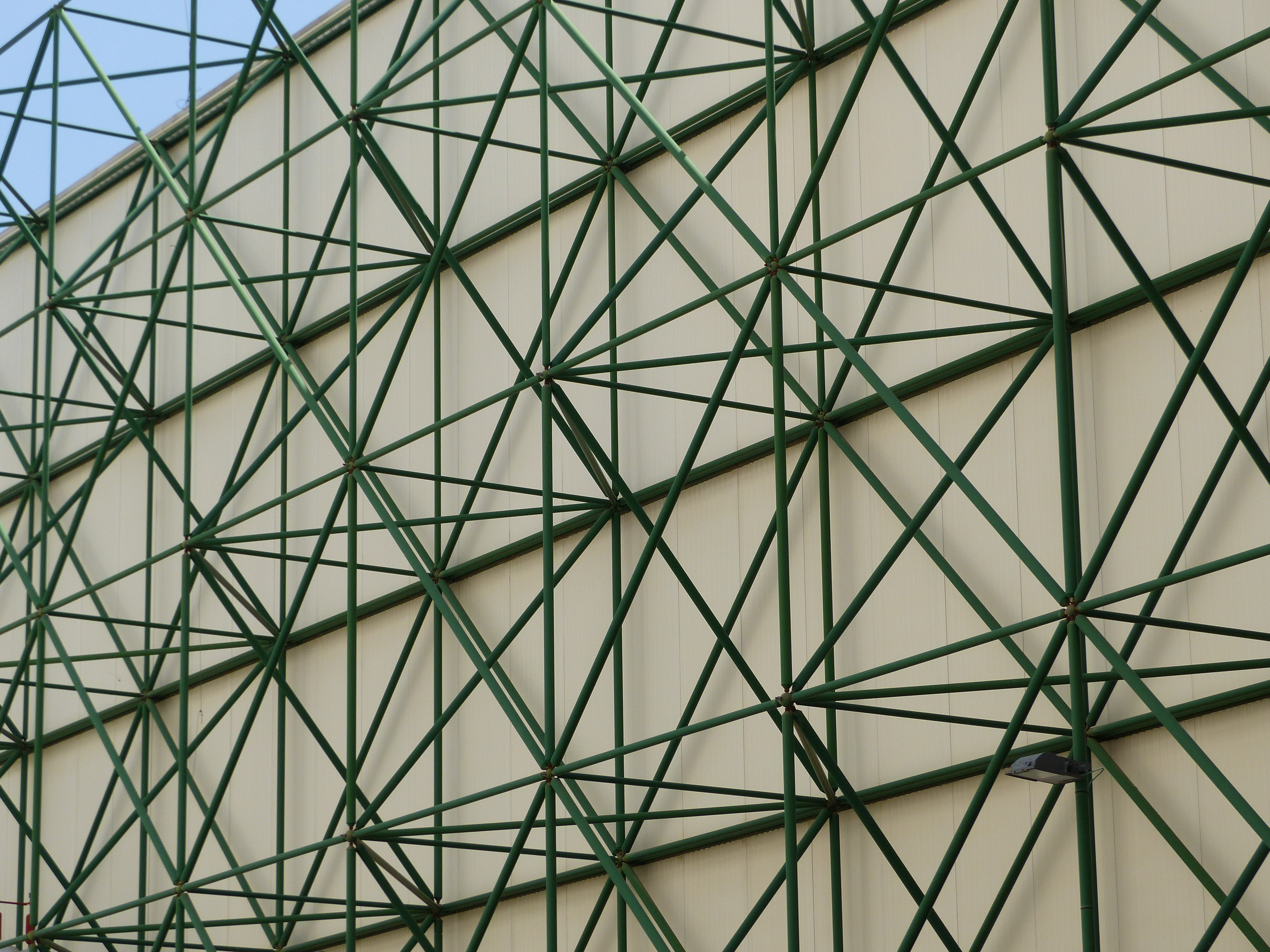